# Puente Nacional, Veracruz
Puente Nacional är en ort i Mexiko.   Den ligger i kommunen Puente Nacional och delstaten Veracruz, i den sydöstra delen av landet, 280 km öster om huvudstaden Mexico City. Puente Nacional ligger 106 meter över havet och antalet invånare är 347.
Terrängen runt Puente Nacional är lite kuperad, och sluttar brant österut. Runt Puente Nacional är det ganska tätbefolkat, med 108 invånare per kvadratkilometer. Närmaste större samhälle är Zempoala, 15,0 km nordost om Puente Nacional. Trakten runt Puente Nacional består till största delen av jordbruksmark.